# El Retiro, Amatán
El Retiro är en ort i Mexiko.   Den ligger i kommunen Amatán och delstaten Chiapas, i den sydöstra delen av landet, 700 km öster om huvudstaden Mexico City. El Retiro ligger 467 meter över havet och antalet invånare är 227.
Terrängen runt El Retiro är kuperad åt nordväst, men åt sydost är den bergig. Runt El Retiro är det ganska tätbefolkat, med 90 invånare per kvadratkilometer. Närmaste större samhälle är Amatán, 7,2 km väster om El Retiro. I omgivningarna runt El Retiro växer i huvudsak städsegrön lövskog.